# Hypothèse
Une hypothèse est une proposition ou un « dit » ou une explication que l'on se contente d'énoncer sans prendre position sur son caractère véridique, c'est-à-dire sans l'affirmer ou la nier. Il s'agit donc d'une simple supposition. Une fois énoncée, une hypothèse peut être étudiée, confrontée, utilisée, discutée ou traitée de toute autre façon jugée nécessaire, par exemple dans le cadre d'une démarche expérimentale.
Une hypothèse destinée à être travaillée ou vérifiée est désignée par l'expression « hypothèse de travail » (ou « hypothèse d'école ») ; au contraire, une hypothèse utilisée sans intention de la vérifier (pour des raisons sentimentales, religieuses ou politiques par exemple) constitue un postulat.

## Étymologie
Étymologiquement, le mot hypothèse vient du grec ὑπόθεσις (hupóthesis) :
- le préfixe ὑπό (hupó) signifie « sous, au-dessous », par opposition au préfixe ὑπέρ (hypér), « sur, au-dessus ».
- le radical thèse θέσις (thésis), « action de poser » désigne une « opinion », une « affirmation » ou « proposition » .

Le sens actuel du mot hypothèse est resté assez proche de son origine étymologique : il désigne « moins » qu'une « opinion » ou une « affirmation ».

## Utilisation d'une hypothèse
- Dans le but de prouver qu'elle est vraie ou fausse en ayant recours à des arguments théoriques, comme en philosophie s'il s'agit par exemple de l'hypothèse selon laquelle les « idées » existeraient indépendamment de l'esprit humain.

- Dans le but de prouver qu'elle est vraie ou fausse en ayant recours à des méthodes expérimentales, comme dans les sciences s'il s'agit par exemple de l'hypothèse selon laquelle l'homme, le chimpanzé et le gorille auraient un ancêtre commun dont l'origine est située quelque part en Afrique.

- (du latin postulare : demander) Proposition première indémontrable ou indémontrée, et que le mathématicien demande au lecteur d'accepter. Le postulat n'est pas forcément « évident », contrairement à l'axiome.

- Dans le but de se prononcer sur sa véracité pour des raisons sentimentales ou religieuses sans chercher véritablement d'arguments ou de preuves, s'il s'agit par exemple de l'hypothèse selon laquelle il existerait un autre monde que notre monde matériel, un au-delà inaccessible à nos sens et à nos instruments de mesure et d'observation.

- La démarche scientifique basée sur les preuves (evidence-based) notamment en médecine (médecine fondée sur les faits), en psychologie scientifique prôné par le cognitiviste Franck Ramus et le neuro-scientifique Stanislas Dehaene, part des hypothèses de travail afin de mesurer (hiérarchiser et sélectionner) des pratiques thérapeutiques, cliniques mais aussi pédagogiques.